# Estrie
Estrie, o il Cantons de l'Est, è una regione amministrativa della provincia del Québec situata lungo la frontiera con gli Stati Uniti. Ha una superficie di 10.195 km², e nel 2007 possedeva una popolazione di 300.917 abitanti.

## Suddivisioni
La regione si compone di 7 municipalità regionali di contea.
Municipalità Regionali di Contea
- Sherbrooke, con capoluogo la città di Sherbrooke
- Coaticook, con capoluogo la città di Coaticook
- Le Granit, con capoluogo la città di Lac-Mégantic
- Le Haut-Saint-François, con capoluogo la città di Cookshire-Eaton
- Les Sources, con capoluogo la città di Asbestos
- Le Val-Saint-François, con capoluogo la città di Richmond
- Memphrémagog, con capoluogo la città di Magog

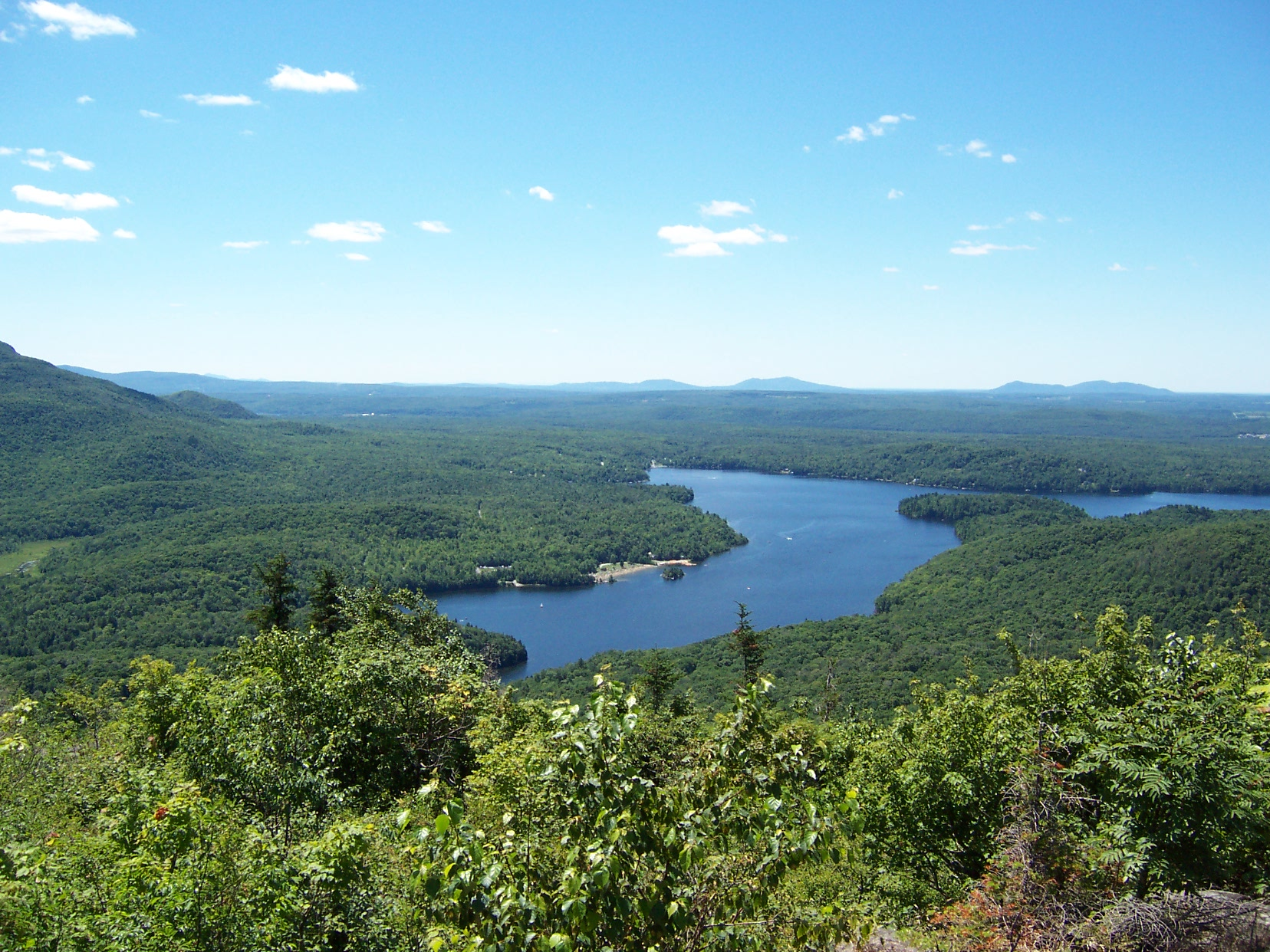
Lago nella regione dell'Estrie